# Nyckelharpa

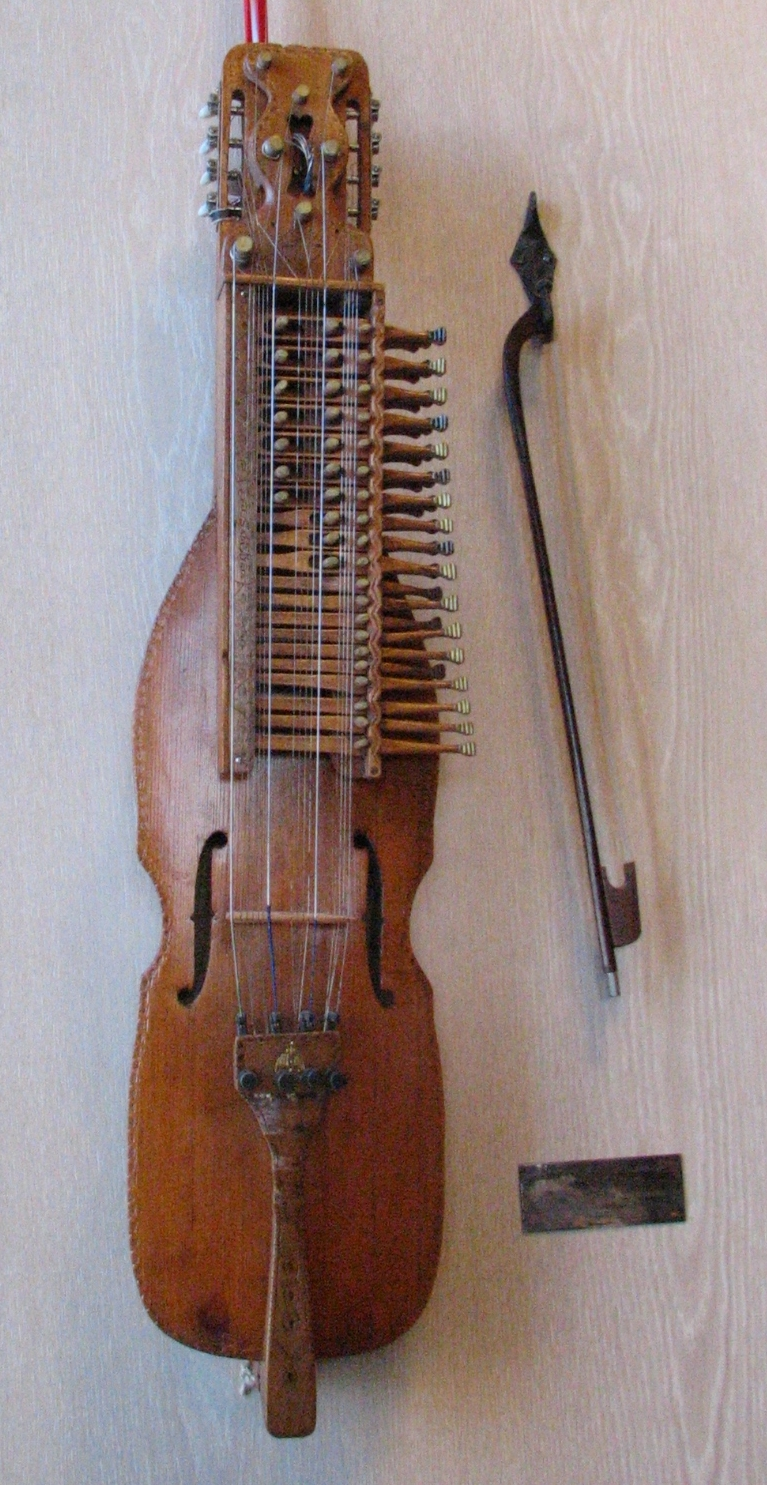
Nyckelharpa Erica Sahlstroma

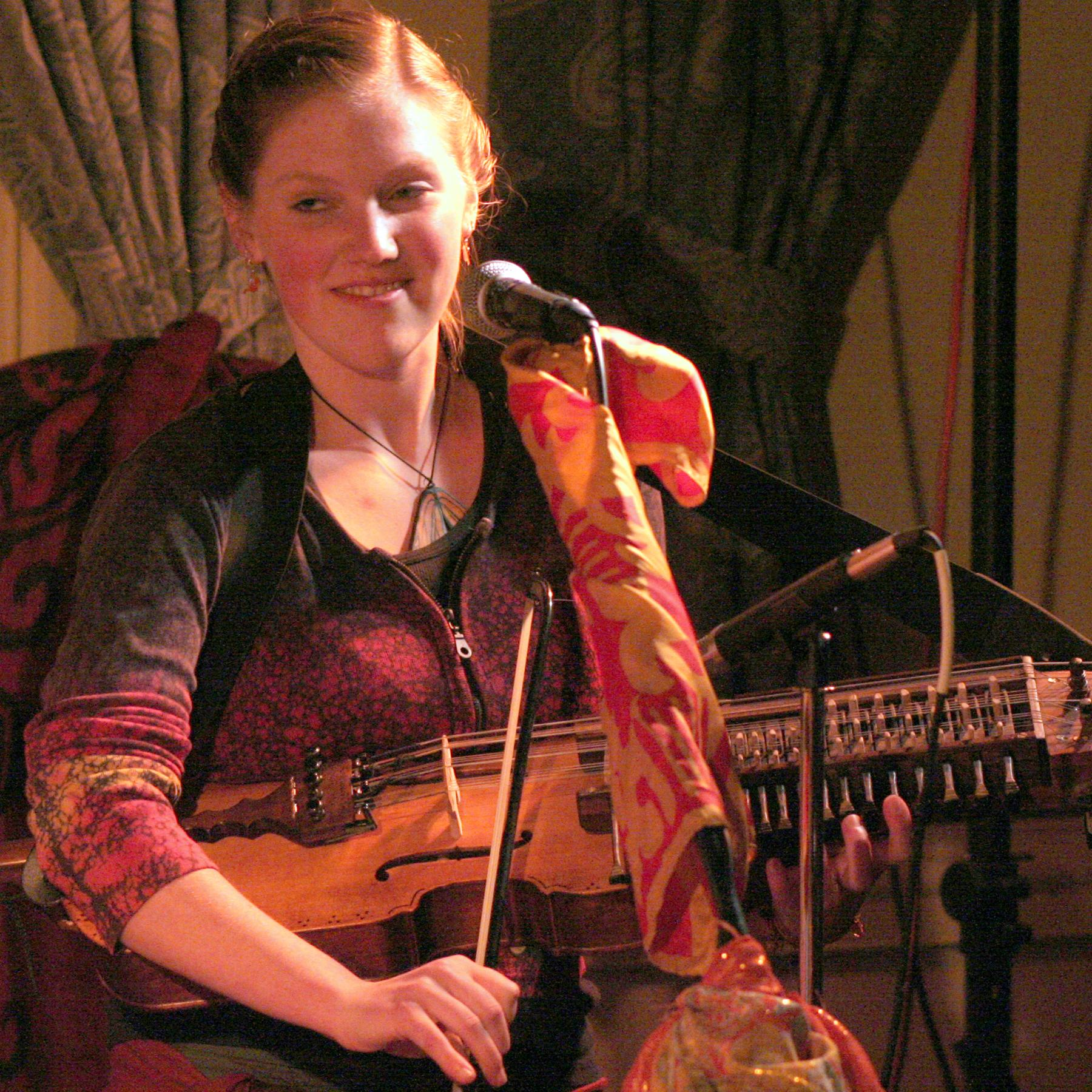
Bronwyn Bird na koncercie w 2007

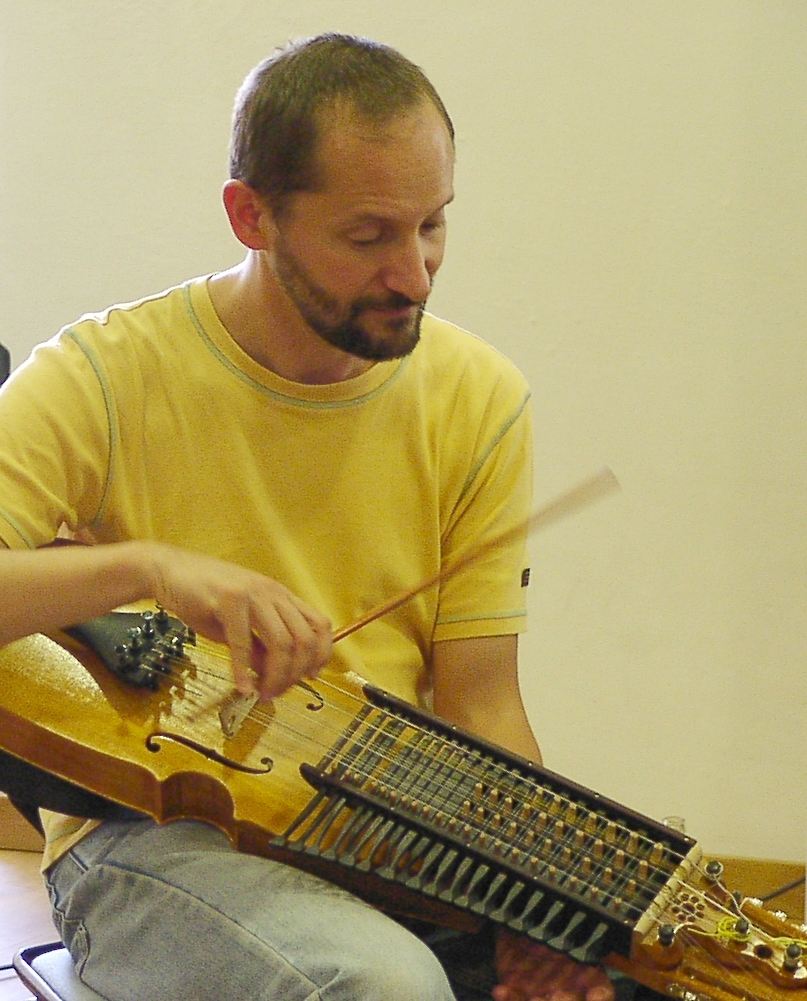
Marco Ambrosini na koncercie w 2012

Nyckelharpa (w języku szwedzkim słowo to oznacza harfę klawiszową) – tradycyjny szwedzki instrument smyczkowy o 4-6 strunach, podobny w formie do liry bizantyjskiej. W Finlandii instrument ten nosi nazwę avainviulu.

## Historia

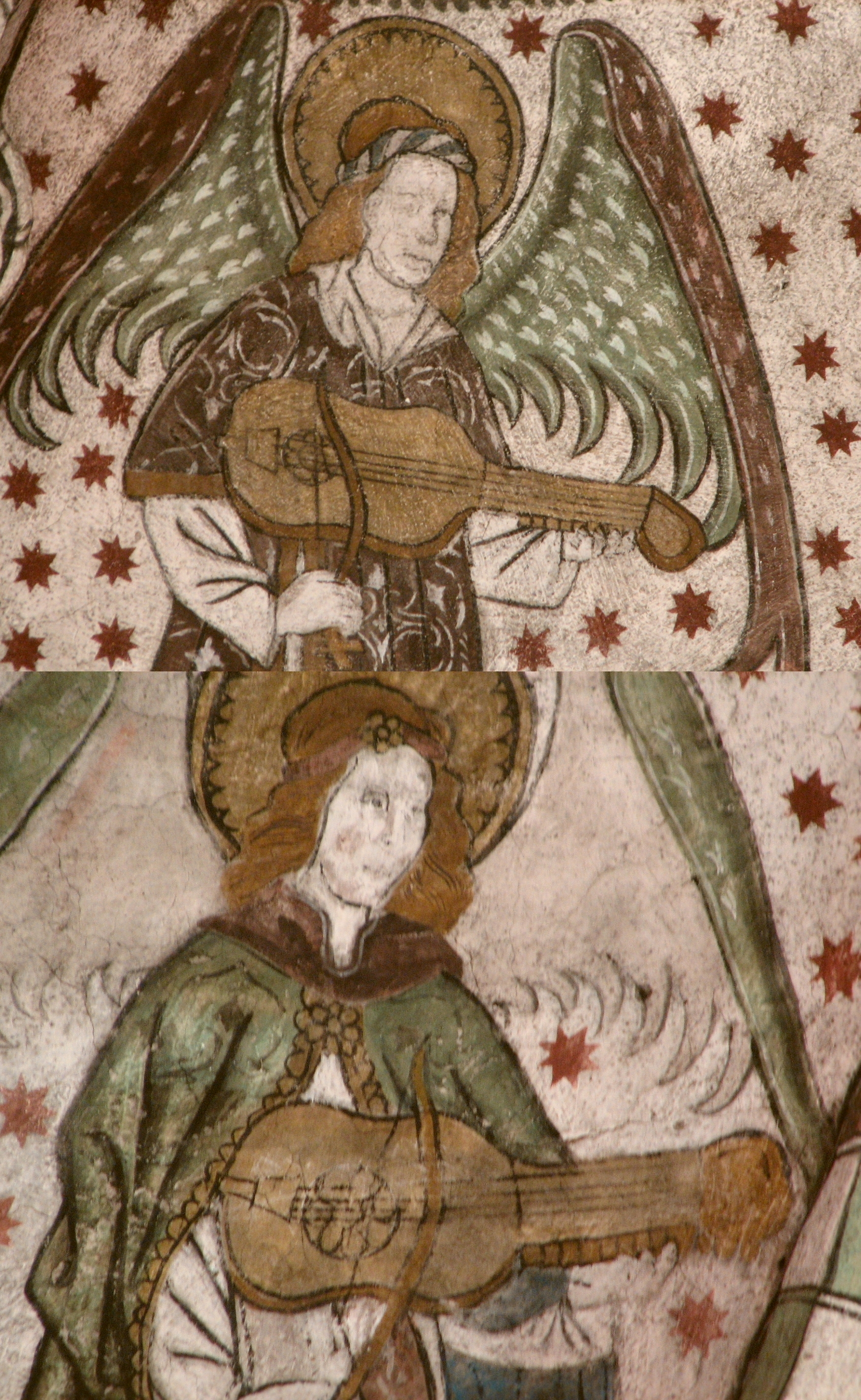
Dwa anioły z nyckelharpami – malowidło z Tierp

Wyobrażenie instrumentu zbliżonego kształtem do nyckelharpy odnaleziono na płaskorzeźbach z połowy XIV w. na drzwiach kościoła w Källunge (Gotlandia). Nyckelharpy pojawiają się także na XVI-wiecznych malowidłach w niemieckim Hildesheim. Instrument o nazwie Schlüsselfidel został wymieniony w dziele niemieckiego organisty Michaela Praetoriusa – Theatrum Instrumentorum (1620).
Do ponownego spopularyzowania nyckelharpy w połowie XX w. przyczynił się kompozytor i lutnik Eric Sahlström, który występował z nią także na koncertach. W latach 60. i 70. Wśród najsłynniejszych muzyków grających na nyckelharpie pojawili się Włoch Marco Ambrosini, a także Hasse Gille i Nils Nordström. Obecnie nyckelharpa znajduje się w instrumentarium wielu zespołów muzyki etnicznej i dawnej, jak choćby tria Väsen, polskiego zespołu Jerycho, fińskiego zespołu Hyperborea czy szwedzkich grup Dråm i Nordman. W Polsce do najbardziej znanych muzyków wykorzystujących nyckelharpę należy Wojciech Krzak.